# Малашевич, Александр Николаевич
Александр Николаевич Малашевич (бел. Аляксандр Мікалаевіч Малашэвіч; род. 7 апреля 1977, Сморгонь, Гродненская область) — белорусский легкоатлет, специалист по метанию диска. Выступал за сборную Белоруссии по лёгкой атлетике во второй половине 1990-х — первой половине 2000-х годов, обладатель бронзовой медали Универсиады в Пекине, чемпион Европы среди молодёжи, победитель и призёр первенств национального значения, участник летних Олимпийских игр в Афинах. Мастер спорта Республики Беларусь международного класса.

## Биография
Александр Малашевич родился 7 апреля 1977 года в городе Сморгонь Гродненской области Белорусской ССР.
Занимался лёгкой атлетикой в Сморгонской районной детско-юношеской спортивной школе профсоюзов и в Республиканском училище олимпийского резерва в Минске, проходил подготовку под руководством заслуженного тренера Белоруссии Владимира Ивановича Сивцова. Окончил Академию физического воспитания и спорта Республики Беларусь (2002).
Впервые заявил о себе на международном уровне в сезоне 1995 года, когда вошёл в состав белорусской национальной сборной и выступил в метании диска на юниорском европейском первенстве в Ньиредьхазе.
В 1996 году в той же дисциплине стартовал на юниорском мировом первенстве в Сиднее.
В 1997 году занял 12-е место на молодёжном европейском первенстве в Турку (52,34).
На молодёжном европейском первенстве 1999 года в Гётеборге с результатом 63,78 превзошёл всех соперников в метании диска и завоевал золотую медаль. Позднее выступил на чемпионате мира в Севилье — здесь метнул диск на 53,20 метра и в финал не вышел.
В 2001 году одержал победу на чемпионате Белоруссии в Бресте (61,63). Будучи студентом, представлял страну на Универсиаде в Пекине, где в финале показал результат 62,81 метра и получил бронзовую награду.
В 2003 году был шестым на Универсиаде в Тэгу (58,99).
В июне 2004 года на соревнованиях в Минске установил свой личный рекорд в метании диска — 65,80 метра. Благодаря череде удачных выступлений удостоился права защищать честь страны на летних Олимпийских играх в Афинах — на предварительном квалификационном этапе метнул диск на 58,45 метра, чего оказалось недостаточно для выхода в финал.
В 2005 году отметился выступлением на Универсиаде в Измире, где с результатом 61,18 стал в финале пятым.
В 2006 году вновь победил на чемпионате Белоруссии в метании диска.
Завершил спортивную карьеру по окончании сезона 2011 года.